# Supercoppa di Lega di Seconda Divisione
Die Supercoppa di Lega di Seconda Divisione ist ein italienischer Fußball-Pokalwettbewerb, der seit der Saison 2005/06 ausgetragen wird. Dabei treffen die jährlichen Sieger der zwei Staffeln der Lega Pro Seconda Divisione Girone A und Girone B (bis 2011 ebenfalls Girone C) aufeinander. Im derzeitigen Modus wird jeweils ein Hin- und Rückspiel zwischen den beiden Staffelsieger ausgetragen. Der ursprüngliche Modus mit drei Teilnehmern, aktiv bis 2011, beinhaltete drei Partien, in denen jede Mannschaft gegen jeden Gegner eine Partie absolvierte. Die Mannschaft mit den meisten Punkten gewann den Superpokal, bei Punktgleichheit war das Torverhältnis entscheidend.
In der nachfolgenden Liste werden die Gewinner des Pokalwettbewerbs genannt, in Klammern sind die weiteren teilnehmenden Teams aufgeführt.

## Liste der Pokalsieger
- 2006 SS Cavese (Gallipoli Calcio, SSC Venedig)
- 2007 Sorrento Calcio (AC Legnano, Foligno Calcio)
- 2008 AC Reggiana (Benevento Calcio, US Pergocrema)
- 2009 ASC Figline (AS Varese 1910, Cosenza Calcio 1914)
- 2010 AS Lucchese Libertas (SS Juve Stabia, FC Südtirol)
- 2011 Tritium Calcio 1908 (Carpi FC, US Latina)
- 2012 AC Perugia Calcio (FBC Treviso)
- 2013 US Salernitana (Aurora Pro Patria)
- 2014 Bassano Virtus (ACR Messina)
- 2015 Novara Calcio (US Salernitana, Teramo Calcio)
- 2016 SPAL Ferrara (AS Cittadella, Benevento Calcio)
- 2017 Foggia Calcio (FC Venedig, US Cremonese)